# Црква Свете Тројице у Церовцу
Црква Свете Тројице у Церовцу, насељеном месту на територији града Крагујевца, подигнута је 1995. године, припада Епархији шумадијској Српске православне цркве.
- Црква Свете Тројице
- Икона Свете Тојице
- Споменик палим ратницима